# Tavoletta di biccherna del camarlengo Ildebrandino Pagliaresi
La tavoletta di biccherna del camarlengo Ildebrandino Pagliaresi è un dipinto a tempera su tavola (36,4x24,2 cm) di Dietisalvi di Speme, datato al 1264 e conservato nell'Archivio di Stato di Siena (inv. n. 2). 

## Storia
Tra le più antiche tavolette di Biccherna pervenuteci, riporta l'iscrizione che la riferisce al semestre da luglio a dicembre 1264:
"[L]IBER ILDIBRA[N]DINI P[A]LLIA[R]E[N]SIS CAM[ERARII] COM[UN]IS SEN[ARUM] T[EM]P[OR]E D[OMI]NI UGOLINI DE SEXU DEI REGIA GRA[TIA] SEN[ENSIS] POT[EST]ATIS ULTIMIS SEX M[EN]SIBUS SUI REGIMINIS ANNO D[OMI]NI MCCLXIIII"
Traduzione: "Libro del camarlengo del comune di Siena Ildebrandino Pagliaresi al tempo del signore Ugolino di Sesso, potestà di Siena per grazia divina, negli ultimi sei mesi della sua reggenza, anno domini 1264".
La tavoletta rilegava la copertina del registro della Biccherna, ed è di proprietà del Comune di Siena fin dalla sua realizzazione, finendo poi, con le altre tavolette, all'Archivio di Stato, nonostante la diaspora che riguardò alcune di esse avviata nel Settecento. Questa tavoletta fa infatti parte del gruppo che l'abate Luigi De Angelis raccolse nella biblioteca cittadina, prima che venissero trasferite all'Accademia di belle arti nel 1816 e poi all'archivio appena dopo la sua fondazione nel 1858. 
Sulla base di questa e dell'altra tavoletta documentata dell'artista, Luciano Bellosi nel 1991 ricostruì la personalità dell'artista e il suo sviluppo stilistico ponendolo tra le figure di massimo rilievo nella pittura a Siena prima di Duccio, riferendogli molte opere già assegnate a Guido da Siena.

## Descrizione e stile
Le prime tavolette di biccherna hanno un'impostazione simile. Nel registro superiore si trova l'iscrizione e la rappresentazione del camarlengo nel suo ufficio finanziario, in questo caso seduto a un banco mentre su cui si vedono alcune monete, un sacco pieno di soldi (che si intuiscono in trasparenza) e un registro. Nella parte inferiore, qui assente, si trovano solitamente una serie di stemmi. 
Il camarlengo è ritratto di tre quarti, davanti a una casupola con arco che allude evidentemente al suo ufficio. L'artista, pur nella stilizzazione ancora medievale, dimostra qui un'attenzione ai dettagli e al dato naturale, come nella resa dell'abbigliamento e dell'acconciatura, nell'espressione con gli occhi sgranati, nella rappresentazione del sacco legato da uno spago, nell'efficiae gesto dell'uomo che indica il registro. Il piano è presentato con una prospettiva ribaltata, che mostra frontalmente gli oggetti appoggiati sopra di esso, con particolare evidenza per il libro. Rispetto alla tavoletta del 1270, qui lo stile è ancora compatto, influenzato da Coppo di Marcovaldo.